# ریوسوکه نموتو
ریوسوکه نموتو (انگلیسی: Ryosuke Nemoto؛ زادهٔ ۲۴ اوت ۱۹۸۰) بازیکن فوتبال اهل ژاپن است.